# Лозинка (река)
Лози́нка (укр. Лози́нка) — река в Попельнянском районе Житомирской области Украины. Правый приток реки Унава (бассейн Днепра).
Начинается юго-западнее посёлка Попельня. Протекает через лесной массив и впадает в реку Унава в районе посёлка Миролюбовка.
Гидроним упоминается Похилевичем уже в 1864 году, как место расположения села Попельна; длина реки от села до Унавы оценена в 2 версты.
На общем с Унавой пруду в конце XIX века располагался винный завод.